# 2 Brygada Łączności
2 Brygada Łączności im. gen. broni Władysława Korczyca – jednostka operacyjna wojsk łączności podlegała Sztabowi Generalnemu Wojska Polskiego. Brygada stacjonowała w Wałczu.
Rozkazem Dowódcy Wojsk Lądowych z 14 maja, brygadę rozwiązano z dniem 31 grudnia 2001 roku.

## Formowanie brygady i zmiany organizacyjne
W związku ze zmianami organizacyjnymi i planowanymi zadaniami dla sił Układu Warszawskiego powstała potrzeba rozbudowy i reorganizacji wojsk łączności. Skutkiem tego wiosną 1976, rozkazem Szefa Sztabu Generalnego nr 076/Org. na bazie 1 Pułku Łączności w Wałczu do dnia 29.02.1976 nakazano utworzyć 2 Brygadę Łączności. Razem z pułkiem powyższym rozkazem rozwiązano stacjonujące w tym samym obiekcie 64 batalion WSD (wszedł w skład tworzonej brygady) i 95 batalion KSD, który stał się zalążkiem nowo tworzonego 24 Pułku Łączności KSD w Kwidzynie.

Etat nowo tworzonej brygady, zgodnie ze wspomnianym zarządzeniem przewidywał 1859 oficerów i żołnierzy oraz 23 pracowników wojska.
Z dniem 31 grudnia 2001 rozwiązano brygadę, a jej tradycje przejął 100 batalion łączności.

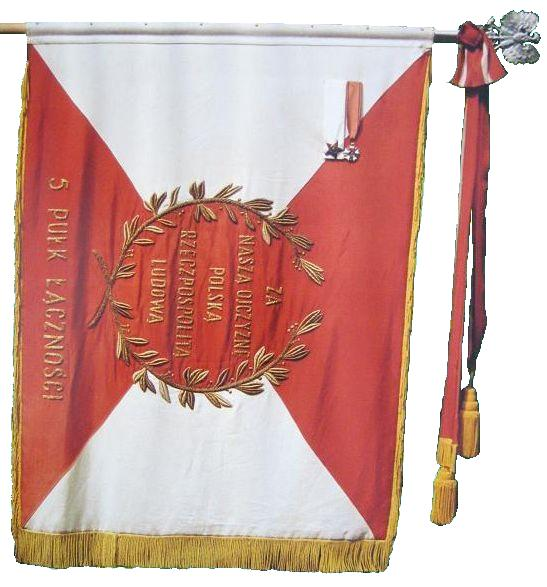
Sztandar brygady przejęty po 5 i 1 Pułku Łączności
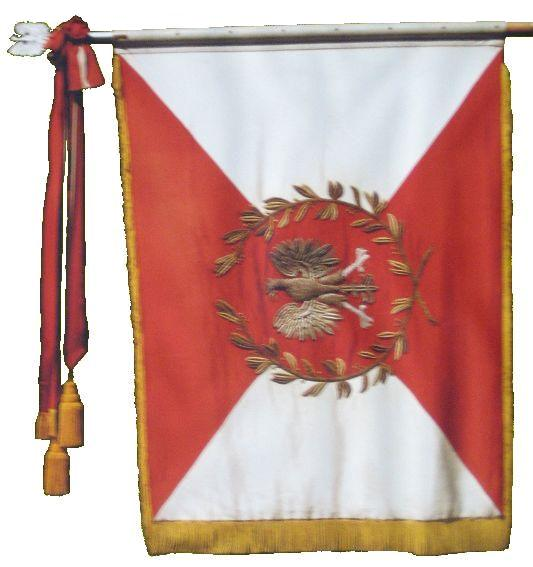
Sztandar brygady przejęty po 5 i 1 Pułku Łączności
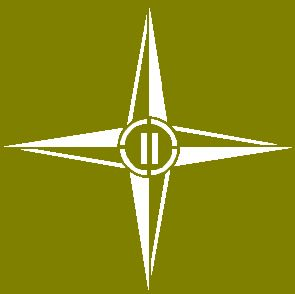
Znak taktyczny

## Tradycje brygady
3 września 1994 brygada przejęła tradycje:
- I batalionu radiotelegraficznego (1919–1920);
- II batalionu radiotelegraficznego (1919–1920);
- batalionu radiotelegraficznego zapasowego (1920–1924);
- pułku radiotelegraficznego (1924–1939).

## Zadania brygady

### W początkowym okresie istnienia
Zasadniczym zadaniem operacyjnym brygady, wraz z 15 Brygadą Radioliniowo-Kablową z Sieradza było zabezpieczenie systemu łączności stanowisk dowodzenia Frontu Północnego działającego w ramach Sztabu Zjednoczonych Sił Zbrojnych Układu Warszawskiego poprzez budowę polowych węzłów łączności przy zasadniczych, wysuniętych i zapasowych stanowiskach dowodzenia frontu.
Od strony logistycznej, realizacja samych stanowisk dowodzenia była wykonywana przez 2 Pułk Zabezpieczenia.

### Po rozwiązaniu Układu Warszawskiego
Osiąganie wyższych stanów gotowości bojowej. Utrzymywanie gotowości do rozwijania i eksploatowania stanowisk dowodzenia szczebla strategicznego na okres mobilizacyjnego i operacyjnego rozwijania wojsk oraz prowadzenia operacji obronnej.

### Przed wstąpieniem Polski doNATO
Osiąganie wyższych stanów gotowości bojowej. Utrzymywanie gotowości do mobilizacyjnego rozwinięcia, przemieszczenia się do rejonów alarmowych, wydzielania sił i środków dla potrzeb funkcjonowania stanowisk dowodzenia Naczelnego Dowódcy Sił Zbrojnych Rzeczypospolitej Polskiej.

### Po wstąpieniu Polski do NATO
Utrzymywanie gotowości do zabezpieczenia funkcjonowania stanowisk dowodzenia Naczelnego Dowódcy Sił Zbrojnych Rzeczypospolitej Polskiej i Wielonarodowego Korpusu Północ – Wschód.

## Dowódcy
- płk mgr inż. Stanisław Markowski (od stycznia 1976 do sierpnia 1978);
- płk inż. Włodzimierz Augustynowicz (od sierpnia 1978 do kwietnia 1989);
- płk dypl. Janusz Modrzyński (od kwietnia 1989 do maja 1991);
- płk dypl. Lech Zakrzewski (od maja 1991 do stycznia 1999);
- płk dypl. Wojciech Reszka (od stycznia 1999 do 31 grudnia 2001).

## Historia
W dniach 20-28 czerwca 1991 na poligonie w Karwicach odbyły się (wraz z udziałem sił i środków brygady) próby w warunkach polowych, pierwszych prototypowych aparatowni cyfrowych WŁC, oraz próby pracy urządzeń telefaksowych produkcji amerykańskiej w kanale telefonicznym radiostacji R-161AP. W próbach brali udział przedstawiciele firm amerykańskich.
W dniach 7-15 stycznia 1992 brygada była kontrolowana przez Inspekcję Sił Zbrojnych. Przewodniczącym inspekcji był gen. Bolesław Matusz. W czerwcu 1992 roku w Żaganiu siły i środki brygady wzięły udział w ćwiczeniu "LATO-92". Węzeł łączności wizytował Minister Obrony Narodowej Janusz Onyszkiewicz oraz liczne organizacje kombatanckie.
W lipcu 1992 w ramach rozliczeń z wojskami ZSRR opuszczającymi teren Polski, na terenie 10 Pułku Łączności we Wrocławiu, przekazano Armii Radzieckiej dwa komplety eksploatowanej w brygadzie węzłowej stacji satelitarnej – R-440W (ros.  Р-440-У). Pułki okręgowe i rodzajów sił zbrojnych wyzbyły się, pozostałego elementu tego systemu – stacji końcowych. Satelita jest na orbicie prawdopodobnie do dzisiaj. Stacja węzłowa składała się z 5 samochodów specjalnych i czterokołowej przyczepy antenowej.
Jesienią 1992 dowódca brygady ogłosił konkurs na odznakę pamiątkową. Jury w którego skład wchodzili oprócz dowódcy także i jego poprzednicy oraz przedstawiciele korpusów oficerów, chorążych i podoficerów, wybrało jeden z projektów złożonych przez starszego inżyniera brygady ppłk Marka Kiersztyna. Wiosną 1993 roku zaproponowany wzór odznaki został zatwierdzony przez Ministra Obrony Narodowej.
W dniu 29 czerwca 1994 w święto jednostki, Prezydenta RP nadano 2 Brygadzie Łączności nowy sztandar ufundowany przez społeczeństwo i instytucje miasta Wałcza. Rodzicami  chrzestnymi sztandaru byli: łączniczka AK z Powstania Warszawskiego pani Krystyna Hojka i prezes Związku Łącznościowców w Anglii pan ppłk rez. inż. Jerzy Juszczyk. Wręczenia sztandaru w imieniu Prezydenta RP dokonał Szef Biura Bezpieczeństwa Narodowego – Minister Henryk Goryszewski.

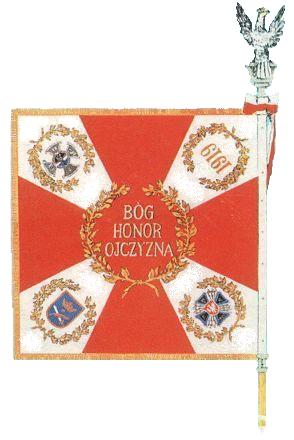
Nowy sztandar brygady
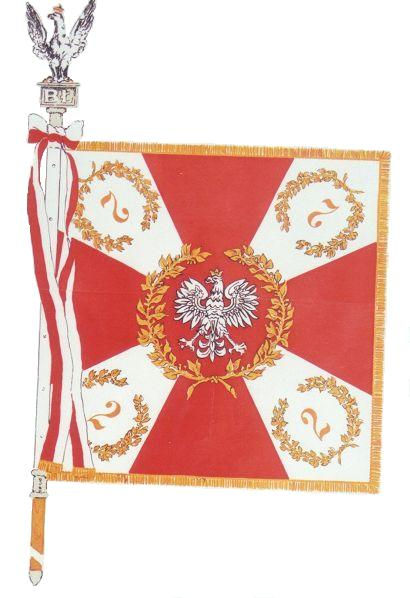
Nowy sztandar brygady
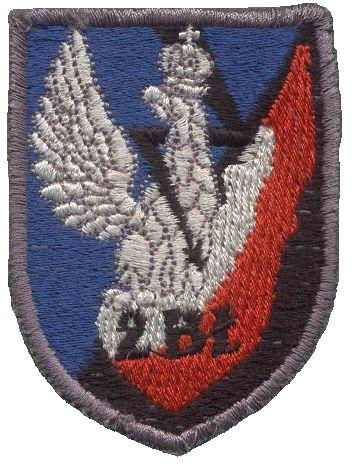
Emblemat 2 Brygady Łączności

Wraz ze sztandarem w dniu 3 września 1994, decyzją Ministra Obrony Narodowej Admirała Piotra Kołodziejczyka, 2 Brygada Łączności przyjęła tradycje przedwojennych jednostek łączności:
- I i II Batalionu Radiotelegraficznego 1919–1920;
- Batalionu Radiotelegraficznego Zapasowego 1920–1924;
- Pułku Radiotelegraficznego 1924–1939;
- Radiostacji Nacz. Wodza PSZ we Francji („Ragina” i „Angers”) 1940;
- Radiostacji Nacz. Wodza PSZ w Wielkiej Brytanii („Marta”) 1940–1945;
- Batalionu Radiotelegraficznego Kom. Głównej AK ("Iskra") 1943–1945;
- Batalionu Łączności Naczelnego Wodza w Londynie
- 1 Samodzielnego Batalionu Łączności 1 Korpusu Wojska Polskiego 1943–1944;
- 1 Samodzielnego Pułku Łączności 1 Armii Wojska Polskiego 1944–1945;
- 1 Samodzielnego Batalionu Łączności MON 1945–1949;
- 5 Pułku Łączności 1949–1967;
- 1 Pułku Łączności 1967–1976.

W czerwcu 1995 weszły w życie nowe zmiany etatowe – wprowadzono podobnie jak na szczeblu MON nowe struktury logistyki brygady. Dotychczasowych zastępców dowódcy: szefa służb technicznych i kwatermistrza zastąpiła jedna osoba – szef logistyki. W sztabie brygady dotychczasowe komórki techniczne i kwatermistrzowskie zastąpiły sekcje: planowania, materiałowa i techniczna. Dawni starsi inżynierowie i szefowie służb stali się od tego momentu oficerami logistyki. Podobne struktury powstały w batalionach dowodzenia.
W maju 1996 do brygady trafiły, nowo wyprodukowane przez nasz przemysł cyfrowe aparatownie RWŁC-10. Stały się one zalążkiem cyfryzacji polowych systemów łączności. 15 czerwca 1996 brygadę odwiedziła grupa oficerów angielskich. 29 czerwca 1996 roku w XX rocznicę powstania 2 Brygady Łączności wprowadzono, zatwierdzony przez MON – emblemat brygady, noszony na prawym ramieniu munduru przez jej żołnierzy. Z tej okazji jednostkę odwiedzili byli dowódcy brygady: pułkownicy Markowski i Augustynowicz oraz dowódca 5 i 1 Pułku Łączności płk Mieczysław Kluka.
1 lipca 1996 rozwiązano stacjonującą na terenie brygady, istniejącą w Wałczu od czasów powojennych – Orkiestrę Garnizonową. W sierpniu 1996 w ramach międzynarodowych spotkań "Partnerstwo dla Pokoju" wysłano do Austrii nowe cyfrowe aparatownie RWŁC-10. Jednocześnie w tym samym czasie powołano do życia nowy pododdział – kompanię cyfrową. 15 września 1996 brygadę odwiedziła grupa brytyjskich łącznościowców z tzw. Brygady Szczurów Pustyni Armii Renu, stacjonujących w Niemczech.
26 lutego 1997 wizytował brygadę przedstawiciel wojsk NATO amerykański generał WIT. Asystował mu szef wojsk łączności i informatyki MON – gen. Witold Cieślewski.
Od kwietnia 1997 wszedł w życie nowy etat brygady. Rozwiązano batalion TI a utworzono nowe. Sprzęt łączności utajnionej wszedł w skład batalionów dowodzenia i innych pododdziałów. Istniejąca już kompania cyfrowa weszła w skład 4 batalionu.
Nowy etat zawierał:
- 1 batalion dowodzenia;
- 2 batalion dowodzenia (tylko na W);
- 3 batalion WSD;
- 4 batalion łączności;
- batalion radioliniowo-kablowy;
- kompanię dowodzenia;
- kompanię szyfrową;
- kompanię remontową;
- kompanię zaopatrzenia;
- kompanię medyczną (tylko na W);
- Szkołę Podoficerską (tylko na P).

## Organizacja
- Dowództwo i sztab
- Szkoła podoficerska (na czas P)
  - kompania szkolna podoficerów
  - kompania szkolna młodszych specjalistów
- kompania specjalna (szyfrowa)
  - pluton aparatowni szyfrowych
  - pluton aparatowni szyfrowych
- kompania manewrowa
  - pluton radiostacji
  - pluton radiowy
  - pluton poczty polowej
- batalion dowodzenia      – 2 bataliony
  - kompania radiowa dużej mocy
    - pluton radiostacji dużej mocy
    - pluton radiostacji średniej mocy
    - pluton aparatowni zdalnego sterowania

  - kompania radiowa średniej mocy
    - pluton radiostacji KF (jednowstęgowych)
    - pluton radiostacji UKF (jednowstęgowych)
    - pluton radiowy
    - pluton kablowy

  - kompania telefoniczno – telegraficzna
    - pluton telefoniczny
    - pluton telegraficzny
    - pluton aparatowni dalekopisowych
    - pluton zasilania

  - kompania kablowa
    - pluton kablowy
    - pluton kablowy
    - pluton kablowy

  - pluton zabezpieczenia
    - Drużyna gospodarcza
    - Drużyna remontowa
- batalion łączności WSD (wysuniętego stanowiska dowodzenia)
  - kompania radiowa
    - pluton radiowy
    - pluton radio
    - pluton łączności
    - pluton poczty polowej

  - kompania telefoniczna
    - pluton ...
    - pluton ...
    - pluton radiolinii operac.-taktycznych

  - kompania telegraficzna
    - pluton ...
    - pluton ...
    - pluton ...

  - pluton zabezpieczenia
    - drużyna gospodarcza
    - drużyna remontowa
- batalion TI (transmisji informacji)(tylko na P)
  - kompania telefoniczna
    - pluton telefoniczny
    - pluton telefoniczny
    - pluton telefoniczny
    - pluton telefoniczny

  - Kompania telegraficzna
    - Pluton telegraficzny
    - Pluton telegraficzny
    - Pluton telegraficzny
    - Pluton transmisji danych
- batalion radioliniowo-kablowy
  - Kompania radioliniowa
    - pluton radiolinii operacyjnych
    - pluton radiolinii operacyjnych
    - pluton radiolinii operacyjnych
    - pluton kablowy

  - Kompania łączności dalekosiężnej
    - Pluton aparatowni
    - Pluton kablowy
    - Pluton kablowy

  - Kompania łączności dalekosiężnej
    - Pluton aparatowni
    - Pluton kablowy
    - Pluton kablowy

  - Pluton zabezpieczenia
    - Drużyna gospodarcza
    - Drużyna remontowa
- Kompania remontowa
  - Pluton remontowy-radiostacji
  - Pluton remontowy telefoniczno-telegraficzny
  - Pluton remontowy-zasilania
  - Pluton remontu pojazdów
- Kompania medyczna (tylko na W)
  - Pluton medyczny
  - Pluton medyczny
  - Pluton medyczny
- Kompania zaopatrzenia (gospodarcza)
  - Pluton żywnościowy
  - Pluton zabezpieczenia
  - Pluton MPS
  - Pluton transportowy

## Sprzęt brygady

### Sprzęt radiowy
- Radiostacja KF dużej mocy R-110 na 3 samochodach – 4 kpl.
- Radiostacja KF średniej mocy R-102 na 2 samochodach – 16 kpl.
- Radiostacja KF średniej mocy R-140 na samochodzie – do 54 szt.
- Radiostacja UKF średniej mocy R-137 na samochodzie – 13 szt.
- Radiostacja KF średniej mocy R-118 na samochodzie – 5 szt.
- Aparatownia zdalnego sterowania AZS-1 na samochodzie – 2 szt.
- Aparatownia zdalnego sterowania AZS-2 na samochodzie – 8 szt.
- Aparatownia radioodbiorcza ARO k-1 na samochodzie – 5 szt.
- Wóz dowodzenia R-3Z na transporterze opancerzonym – 3 szt.
- Centrala radiowa CRDK-4 na samochodzie – 2 szt.
- Radiotelefon K-1 (na sam. osobowo-terenowych) – 12 szt.
- Radiostacja UKF małej mocy R-105 – do 20 szt.
- Aparatownia radioodbiorcza ARO KU-10 na samochodzie – 8 szt.

### Sprzęt radioliniowy
- Radiolinia operacyjna R-404 na 3 samochodach – 9 kpl.
- Radiolinia operacyjno-taktyczna R-409 na samochodzie – 5 szt.

### Sprzęt telefoniczny
- Centrala telefoniczna dalekosiężna Sasanka na samochodzie – 2 szt.
- Centrala telefoniczna dalekosiężna CTfD -  P198 M1 na samochodzie – 6 szt.
- Telefoniczna Aparatownia Dowodzenia TAD  na samochodzie – 2 szt.
- Centrala telefoniczna wewnętrzna CTfW -  CA200SM na samochodzie – 2 szt.
- Przełączalnia liniowa PL na samochodzie – 2 szt.
- Aparatownia telefoniczna urządzeń utajniających P-233 na samochodzie – 10 szt.
- Centrala telefoniczna TI P-243 na samochodzie – 2 szt.
- Aparatownia centrum dowodzenia AŁ-CD na samochodzie – 2 szt.
- Wóz kablowy (kabel dalekosiężny) WK-12 na samochodzie

### Sprzęt telegraficzny
- Centrala telegraficzna CTg-60 na samochodzie
- Centrala telegraficzna dalekosiężna CTgD-80 na samochodzie
- Aparatownia telegraficzna urządzeń utajniających ATgUU na samochodzie 8 szt.
- Aparatownia telegraficzna utajniająca P-227 na samochodzie – 4 szt.
- Aparatownia dalekopisowa AD-M na samochodzie – 7 szt. (w tym tzw. AD-TI)
- Aparatownia transmisji danych A-1 na samochodzie – 4 szt.
- Ekspedycja telegraficzna na samochodzie – 3 szt.

### Aparatownie teletransmisyjne
- Aparatownia łączności dalekosiężnej AŁD-1 na samochodzie
- Aparatownia łączności dalekosiężnej AŁD-OW na samochodzie – 2 szt.
- Ruchomy węzeł łączności RWŁ-1 na samochodzie
- Aparatownia urządzeń szyfrowych AUSz na samochodzie

### Sprzęt poczty polowej
- Ekspedycja poczty EP na samochodzie –
- Punkt wymiany poczty PWP na samochodzie – 3 szt.

### Sprzęt zasilania
- Polowa stacja zasilania SZ-1 na samochodzie
- Polowa stacja zasilania SZ-2 na samochodzie
- Zespół spalinowo elektryczny PAD-30 na przyczepie
- Zespół spalinowo elektryczny PAD-16 na przyczepie
- Zespół spalinowo elektryczny PAB-4 na przyczepie